# Iglesia de San Cipriano (Toledo)
La iglesia de San Cipriano es un templo católico de la ciudad española de Toledo. Se cita en 1125 como parroquia latina, pero lo único que hoy se conserva de época medieval es la torre, debido a que a comienzos del siglo XVII el edificio fue totalmente reconstruido a expensas de Carlos Venero y Leyba, canónigo de Toledo. 
Éste levantó el templo desde los cimientos, ampliándolo, ya que por su antigüedad estaba muy arruinado, y como patrono perpetuo lo dotó de retablos, ornamentos y renta para sus capellanes. 

## Historia y descripción
Las obras se realizaron entre 1612 y 1613, siguiendo condiciones y trazas de Juan Bautista Monegro, y encargándose de los trabajos el alarife Juan de Orduña. Consistieron fundamentalmente en alargar la capilla mayor, añadiendo a sus lados dos aposentos a la manera de sacristías, para lo cual la ciudad cedió a don Carlos Venero una callejuela que estaba pegada a la capilla mayor. También se abrieron dos capillas al comienzo de la nave, a modo de crucero; la del lado de la epístola, con sacristía particular. Esta reforma supuso la desaparición de la primitiva cabecera del templo -que, como la torre, debía responder al modelo mudéjar habitual- y dio al edificio su disposición actual; sólo modificada, en 1662, al incorporar a la capilla mayor un camarín de la Virgen de la Esperanza. 
En 1702 se cubrió la nave con cielo raso de albañilería, con decoración de yeso; reforma habitual para cuando las techumbres de madera se encuentran en mal estado. Ello lleva a pensar en la existencia de una armadura mudéjar, de par y nudillo, en la iglesia primitiva; circunstancia que se vería confirmada por la diferencia de altura existente entre el techo interior y el tejado. 
También por estos años, en 1708, se reconstruyó la torre; aunque respetando, en este caso, la estructura original. Se trata, como se dijo, del único resto conservado de época medieval. Sigue el modelo más antiguo dentro de la tipología de torres mudéjares toledanas, caracterizado por la construcción de paramentos lisos de mampostería encintada y un cuerpo superior en ladrillo, destinado a campanario. En el interior se mantiene la estructura de planta cuadrada con machón central, rodeado por las escaleras de acceso; disposición que deriva también de los alminares y que es habitual en las torres mudéjares. En su forma primitiva estuvo exenta; pero quedó incorporada al resto del edificio tras la reforma de la cabecera, a comienzos del siglo XVII. Reforma a la que también se debe la portada que está al lado, desde la cual se accede al atrio resultante de la incorporación del antiguo cementerio parroquial. Esta portada, que se repite en la que desde el atrio o compás sirve de entrada a la iglesia, sigue trazas de Monegro y, según F. Marías, responde a la simplificación del esquema utilizado en San Pedro Mártir; se reduce aquí a un arco de medio punto, con aparejo de sillares resaltados y escudos de don Carlos Venero en las enjutas, y a una hornacina entre aletones, que actúa como remate.